# Chumical
Chumical es un corregimiento del distrito de Las Minas en la provincia de Herrera, República de Panamá. La población tiene 665 habitantes (2010).